# Hypothekenbank in Essen
Hypothekenbank in Essen AG (Essen Hyp) — один из крупнейших коммерческих банков Германии. Штаб-квартира — в Эссене.
Основан в 1987.
51 % акций принадлежит германскому Commerzbank.

## Деятельность
Банк специализируется на ипотечном кредитовании и кредитовании государственных структур (центральных, региональных, муниципальных правительств и других государственных организаций в странах Европы, Северной Америки, Японии). Essen Hyp — крупнейший в Германии и один из крупнейших в Европе эмитентов обеспеченных облигаций.
По данным на конец 2005, активы банка составляли 92,8 млрд евро, чистая прибыль — 103 млн евро. В банке работает 153 человека.